# 中華民國電視年鑑
《中華民國電視年鑑》可以指兩種同名的台灣電視史年鑑，分別由中華民國電視學會與行政院新聞局出版，均為精裝書，但並無關聯。以下分別敘述。

## 中華民國電視學會版

《中華民國無線電視年鑑第十輯：民國八十五年至八十六年》封面
中華民國國家圖書館藏本，原書為彩色封面

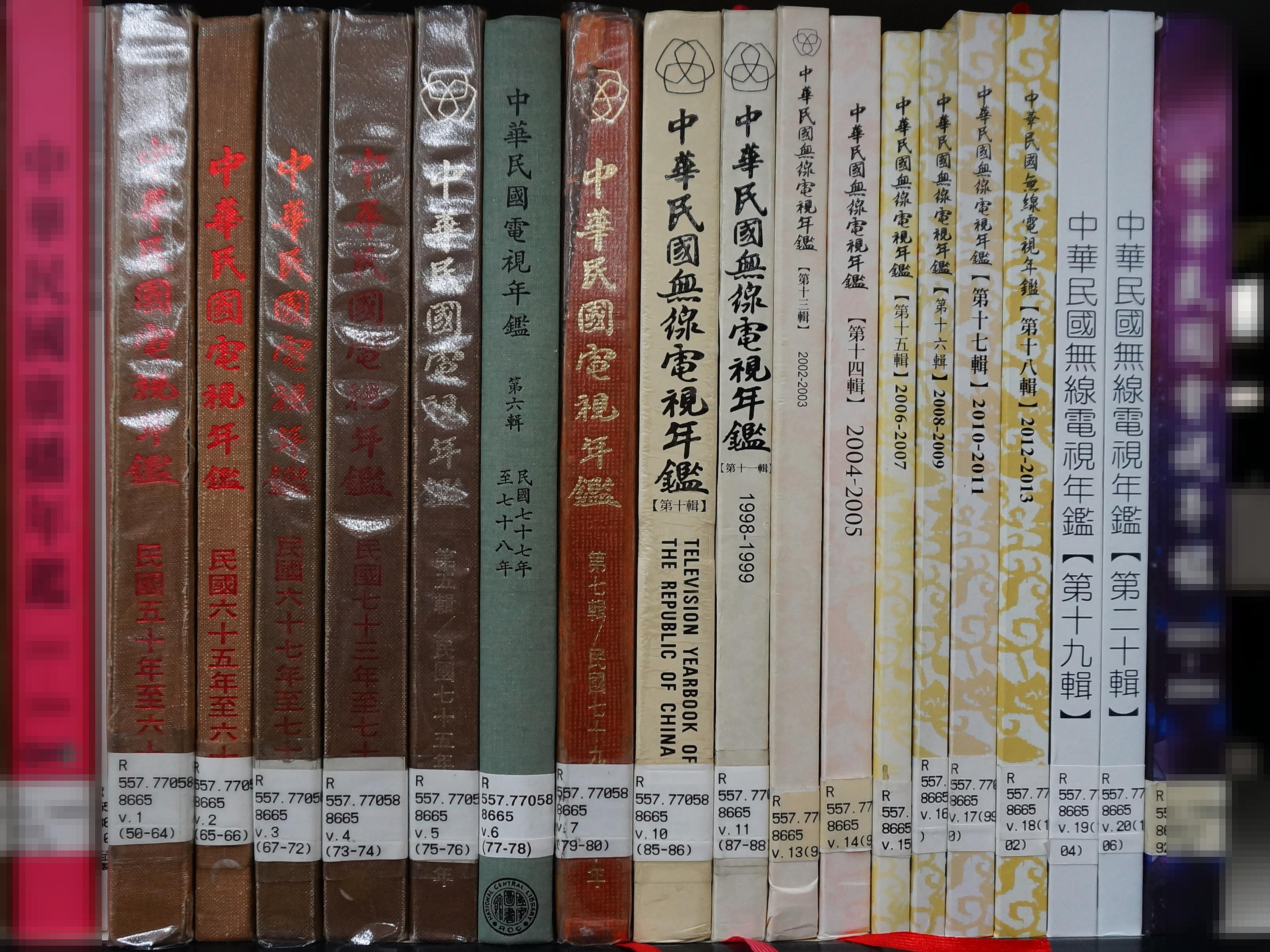
中華民國國家圖書館總館收藏的中華民國電視學會版《中華民國電視年鑑》，自第十輯起改名為《中華民國無線電視年鑑》，缺第八、九、十二輯

中華民國電視學會版《中華民國電視年鑑》自1976年起每兩年出版一集，且自第十輯起改名為《中華民國無線電視年鑑》並定英文名稱為“Television Yearbook of the Republic of China”，第十輯是唯一以中英雙語印製的集數。由於中華民國電視學會是台灣地面電視從業人員組成的民間團體，中華民國電視學會版《中華民國電視年鑑》的題材自然以地面電視為主，集結台灣各家地面電視台、中華民國電視學會、廣電基金等電視相關單位的官方資料，附錄當時電視相關法規、廣告公司名單、電視節目製作業者名單等。主要收錄的各台官方資料有董事會名單、發展情況、節目概述、新聞節目、戲劇節目、綜藝節目、兒童節目、得獎節目、外銷節目、電視工程、研究發展、國際合作、關係企業、大事紀等。大部分的節目均有標註首播期間、總集數、製作人、主要演員/主持人等資料。第一輯至第十一輯，封面題字採用孫中山墨寶。
以下列出《中華民國電視年鑑》及其收錄年份，各集版權頁標示的編纂者名義稍有不一致：
1. 中華民國電視學會電視年鑑暨電視叢書編纂委員會 編纂，《中華民國電視年鑑第一輯：民國五十年至六十四年》，中華民國電視學會1976年5月30日出版，收錄年份為1961-1975年。
2. 中華民國電視學會電視年鑑編纂委員會 編纂，《中華民國電視年鑑第二輯：民國六十五年至六十六年》，中華民國電視學會1978年5月30日出版，收錄年份為1976-1977年。
3. 中華民國電視學會電視年鑑編纂委員會 編纂，《中華民國電視年鑑第三輯：民國六十七年至七十二年》，中華民國電視學會1984年6月30日出版，收錄年份為1978-1983年。
4. 中華民國電視學會電視年鑑編纂委員會 編纂，《中華民國電視年鑑第四輯：民國七十三年至七十四年》，中華民國電視學會1986年6月30日出版，收錄年份為1984-1985年。
5. 中華民國電視學會電視年鑑編纂委員會 編纂，《中華民國電視年鑑第五輯：民國七十五年至七十六年》，中華民國電視學會1988年6月30日出版，收錄年份為1986-1987年。
6. 中華民國電視學會電視年鑑編纂委員會 編纂，《中華民國電視年鑑第六輯：民國七十七年至七十八年》，中華民國電視學會1990年6月30日出版，收錄年份為1988-1989年。
7. 中華民國電視學會電視年鑑編纂委員 編纂，《中華民國電視年鑑第七輯：民國七十九年至八十年》，中華民國電視學會1992年6月30日出版，收錄年份為1990-1991年。
8. 《中華民國電視年鑑第八輯：民國八十一年至八十二年》：1992-1993
9. 《中華民國電視年鑑第九輯：民國八十三年至八十四年》：1994-1995
10. 中華民國電視學會電視年鑑編纂委員 編纂，《中華民國無線電視年鑑第十輯：民國八十五年至八十六年》，中華民國電視學會1998年6月30日出版，收錄年份為1996-1997年。
11. 中華民國無線電視年鑑編纂委員 編纂，《中華民國無線電視年鑑第十一輯：民國八十七年至八十八年》，中華民國電視學會2000年6月30日出版，收錄年份為1998-1999年。
12. 《中華民國無線電視年鑑第十二輯：民國八十九年至九十年》：2000-2001
13. 中華民國無線電視年鑑編纂委員 編纂，《中華民國無線電視年鑑第十三輯：民國九十一年至九十二年》，中華民國電視學會2004年7月30日出版，收錄年份為2002-2003年。
14. 中華民國電視學會無線電視年鑑編纂委員 編纂，《中華民國無線電視年鑑第十四輯：民國九十三年至九十四年》，中華民國電視學會2006年6月30日出版，收錄年份為2004-2005年。
15. 中華民國電視學會無線電視年鑑編纂委員 編纂，《中華民國無線電視年鑑第十五輯：民國九十五年至九十六年》，中華民國電視學會2008年6月30日出版，收錄年份為2006-2007年。
16. 中華民國電視學會無線電視年鑑編纂委員 編纂，《中華民國無線電視年鑑第十六輯：民國九十七年至九十八年》，中華民國電視學會2010年6月30日出版，收錄年份為2008-2009年。
17. 中華民國電視學會無線電視年鑑編纂委員 編纂，《中華民國無線電視年鑑第十七輯：民國九十九年至一百年》，中華民國電視學會2012年6月30日出版，收錄年份為2010-2011年。
18. 《中華民國無線電視年鑑第十九輯：民國一○三年至一○四年》，中華民國電視學會2016年6月30日出版，收錄年份為2014-2015年。

## 行政院新聞局版
行政院新聞局版《中華民國電視年鑑：2003-2004》是行政院新聞局委託廣電人市場研究公司編著的年鑑，2005年3月出版（ISBN 986-00-0547-8），行政院新聞局局長姚文智掛名發行人，行政院新聞局廣播電視事業處處長吳水木掛名總策劃，精裝A4開本，分為14篇，附一張CD-ROM。第一篇為〈臺灣電視產業現況〉，第二篇為〈數位科技匯流―臺灣電視產業邁向數位化現況〉，第三篇為〈2003年-2004年臺灣電視十大事件〉，第四篇為〈電視產業與經營專題〉，第五篇為〈2003年-2004年媒體十大事件〉，第六篇為〈我的電視觀點〉，第七篇為〈2003年-2004年廣電政策與法規變遷〉，第八篇為〈2003年-2004年廣電各委員運作狀況〉，第九篇為〈2003年-2004年電視產業記事〉，第十篇為〈評獎―榮耀與獎項〉，第十一篇為〈觀眾研究〉，第十二篇為〈電視教育〉，第十三篇為〈2003年-2004年廣電產業環境統計資料〉，第十四篇為〈廣電事業一覽表〉。與中華民國電視學會版《中華民國電視年鑑》不同，行政院新聞局版《中華民國電視年鑑：2003-2004》的題材不以地面電視為限，也涵蓋有線電視與衛星電視。

## 資料來源
1. ↑  《中華民國無線電視年鑑第十輯：民國八十五年至八十六年》封與書名頁。
2. ↑  中華民國電視學會電視年鑑暨電視叢書編纂委員會 編纂，《中華民國電視年鑑第一輯：民國五十年至六十四年》，中華民國電視學會1976年5月30日出版，第254頁。

## 外部連結
- 政府出版資料回應網－行政院新聞局版《中華民國電視年鑑：2003-2004》（繁體中文）